# Barasa cymatistis
Barasa cymatistis är en fjärilsart som beskrevs av Edward Meyrick 1889. Barasa cymatistis ingår i släktet Barasa och familjen trågspinnare. Inga underarter finns listade i Catalogue of Life.